# The Bare Necessities
The Bare Necessities (Englisch, sinngemäß „Das Allernotwendigste“) ist ein von Terry Gilkyson geschriebenes Lied, das im Disney-Film Das Dschungelbuch verwendet wird. Der Titel ist in der englischen Fassung ein Wortspiel, das auf dem Gleichklang des Adjektivs bare („blank“, „bloß“) und des Substantivs bear (Bär, in diesem Fall die Filmfigur Balu, der Bär) beruht.
Das Lied wird im englischen Original von Phil Harris als Balu und Bruce Reitherman als Mogli gesungen. Das Lied wurde in seiner deutschen Fassung als Probier’s mal mit Gemütlichkeit sehr populär. Es sangen für die Filmsynchronisierung Edgar Ott als Balu und Stefan Sczodrok als Mogli; die Übersetzung stammt von Heinrich Riethmüller. Am Ende des Films wird eine Fassung vom Panther Baghira (Joachim Cadenbach) und Balu gesungen.
Das Lied wurde ursprünglich für einen früheren Entwurf des Films komponiert, der aber verworfen wurde. Die Sherman-Brüder, die die anderen Lieder des Films schrieben, bestanden darauf, dass das Lied in die endgültige Fassung übernommen wurde. Das Arrangement übernahm 1963 in seinem ersten Auftrag Van Dyke Parks. Das Lied wurde für den Oscar in der Kategorie Best Song nominiert.

## Coverversionen
Das Lied wurde vielfach neu aufgenommen, beispielsweise von Louis Armstrong, der es für das Album Disney Songs the Satchmo Way aufnahm, und Tituss Burgess für eine BBC-Radio-Sondersendung zur Musik Disneys. 2005 erschienen zwei weitere Aufnahmen, eine von Julie Andrews für ihr Album Julie Andrews Selects Her Favorite Disney Songs, die andere von der Gruppe Bowling for Soup für das Album DisneyMania 3.
Gottlieb Wendehals, Mike Krüger sowie Klaus und Klaus nahmen 1993 gemeinsam eine deutsche Coverversion auf. 1997 nahm Stefan Raab das Lied mit einem veränderten Text als Probier’s mal mit Gemütlichkeit (Schön locker) für die Fortsetzung des Films Das Dschungelbuch 2 auf. Seine Adaption erreichte in vier Chartwochen Position 89 der deutschen Singlecharts, was es zur erfolgreichsten Chartversion dieses Stücks macht. 2013 nahm die Gruppe Jupiter Jones den Song für das Kompilationsalbum Giraffenaffen 2 neu auf.